# Cupaniopsis tontoutensis
Cupaniopsis tontoutensis är en kinesträdsväxtart som beskrevs av André Guillaumin. Cupaniopsis tontoutensis ingår i släktet Cupaniopsis och familjen kinesträdsväxter. Inga underarter finns listade i Catalogue of Life.